# Gaston II. z Foix-Candale
Gaston de Foix-Candale (1448 – 25. března 1500) byl hrabě z Kendalu a hrabě z Benauges. Patřil k vedlejší linii významné šlechtické rodiny Foixů z jižní Francie. Byl synem Jana de Foixe, 1. hraběte z Kendalu, a Margaret Kerdestonové.

## Životopis
Gaston zdědil ve Francii titul hrabě z Benauges. Krom titulu hraběte vlastnil titul Barona de Doazit a starý gaskoňský titul captal de Buch. Jako dědic Jana de Foix, hraběte z Kendalu, pokračoval v tvrzení, že anglický šlechtický titul jim právem náleží. Tento titul náležel anglickým šlechticům, kteří měli blízko k anglické královské rodině a dostal jej jeho otec díky zásluhám vůči anglickému panovníkovi. Používal jej ve stylizované podobě – Comte de Candale. Jeho první manželkou byla sestřenice infantka Kateřina Navarrská, která byla nejmladší dcerou Gastona IV. z Foix, a Eleanory z Navarrské. V roce 1494 se znovu oženil s Isabelle z Albretu, která byla dcerou Alaina I. z Albretu.

## Potomci
Eleanora Navarrská
- Gaston III. de Foix, 3. hrabě z Candale.
- Jean de Foix, arcibiskup z Bordeaux
- Pierre de Foix
- Anna z Foix-Candale, provdaná za krále českého a uherského krále Vladislava II. Jagelonského[5][6]

Isabelle z Albretu
- Alain de Foix, manželka Françoise dite de Montpezat des Prez.
- Louisa de Foix (zemřela 1534), manžel François de Melun, hrabě z Epinoy a rytíř Řádu zlatého rouna .
- Amanieu de Foix (zemřel 1541), biskup Carcassonne a Mâcon.
- Marguerite de Foix.[6]